# Andrés Stagnaro
Andrés Stagnaro (29 de julio de 1955, Salto) es un cantautor y poeta uruguayo.

## Biografía

### Comienzos artísticos
A los dieciséis  años de edad comienza a cantar en público en su ciudad natal, y emprende el camino de la composición propia pocos años más tarde.
Hacia 1972 compone música para varios textos de poetas uruguayos y forma parte del “Grupo Tabaré”. Posteriormente también integra “Dúo los Orientales” y “Andrés y Luis, dos para el folclore”.
En el marco de la dictadura cívico militar uruguaya, es detenido el 2 de febrero de 1976 y permanece en calidad de preso político hasta fines de 1979.
En 1984 se integró a la murga Reina de la Teja, con la cual registra su primer trabajo discográfico titulado "Al hombre de mundo". Al año siguiente editan "¡Alegría, compañeros!" y posteriormente, hacia 1986 Stagnaro decide retomar su carrera como solista.

### Carrera solista
Se radica en Montevideo en 1980- Es allí cuando se afianza definitivamente como compositor. Establece vínculos con un nutrido grupo de poetas y músicos, como Washington Benavides, Walter Ortiz y Ayala y cantores populares.
Comienza sus primeras grabaciones  musicalizando a poetas uruguayos contemporáneos  además de sus  sus propios textos.
Es editado en varias selecciones de música uruguaya.
Desde 1993  sus conciertos se caracterizan por ser multidisciplinarios, incluyendo Teatro y Danza. También realiza conciertos con su guitarra.
Su producción de perfil baladístico  e intimista, recoge influencias de la música popular de América Latina,  en especial la uruguaya y el folk.
El registro de su voz capaz de adaptarse a varios estilos, produce en sus actuaciones un efecto renovado y   siempre sorprendente.

### Parte de su trayectoria
En 1999 viaja a Portugal donde participa de la conmemoración de los 25 años de la Revolución de los Claveles. En ese país realiza una gira por diferentes ciudades y aldeas y realiza la grabación y lanzamiento de su segundo trabajo solista junto a músicos portugueses y uruguayos. El mismo llevó por título "Luna del plata", y fue presentado en Portugal a fines de 1999 y en Uruguay hacia junio de 2000.
En el año 2004 realiza una gira por Portugal y Galicia presentando su CD "La hiedra y el muro". Asimismo edita su cuarto disco solista, titulado "De telar y roca", basado en el libro escrito por siete ex-presas políticas uruguayas "De la desmemoria al desolvido".
Los días 26 y 29 de octubre de 2005 organiza junto a la Junta departamental de Montevideo un homenaje a la lengua portuguesa. Al año siguiente presenta el espectáculo "Las canciones de José Afonso" dedicado a ese cantautor portugués. Espectáculo que reitera años después con el nombre de "La canción es un arma" Montevideo (Sala Blanca Podestá) 2013
Concierto en la Festa do Avante! del año 2006 en Portugal a la cual el artista fue especialmente invitado.
Entre agosto y septiembre de ese año es invitado especialmente a la 30.ª edición de la Festa do Avante! de Portugal, en el marco de la cual realiza actuaciones en las ciudades de Ourém y Lisboa y posteriormente en la comunidad autónoma de Galicia en España.
Brindó su espectáculo "Entre dos puertos" en la Sala Zitarrosa de Montevideo en mayo de 2007. El repertorio del mismo estuvo integrado por poesías musicalizadas por Stagnaro de José Saramago, Mário de Sá-Carneiro, Fernando Pessoa, Washington Benavides y Jorge Arbeleche entre otros poetas uruguayos y portugueses. Fue llevado a la pantalla chica por TV Ciudad.
En junio de 2007, en un nuevo homenaje a José Afonso, organiza junto a la Junta Departamental de Montevideo la colocación de un monolito a la memoria del artista en la Plaza Portugal. Dicho acto contó con el apoyo de la Intendencia Municipal de Montevideo, la Casa de Portugal y la Embajada de Portugal en Uruguay.
Presentando su disco "Entre dos lunas" el 28 de mayo de 2009 en la Sala Blanca Podestá, Uruguay.

En el año 2009, apoyado por la Embajada de Portugal en Montevideo y el Instituto Camões presenta su nuevo disco "Entre dos lunas", en el cual musicaliza y canta a poetas portugueses y uruguayos con la particularidad de cantar a los poetas portugueses en castellano rioplatense y a los uruguayos en Portugués.. Ese año emprende una nueva gira por Portugal presentando el mencionado disco.
Presenta “Canciones de la Guerra Civil Española” en el año 2009 en Sala Zitarrosa de Montevideo- Año 2010 reitera el espectáculo en la misma sala con diferente formato-Año 2012 graba el CD del mismo nombre -Desde comienzos año 2012 hasta fines de 2015 realiza un exitoso y prolongado ciclo con este espectáculo en Montevideo- Presentaciones de este material también en el interior y exterior-
2010 -Mujeres en mi voz -Se incorpora la danza definitivamente en un ciclo de  espectáculos que se realizan en el Teatro El galpón de Montevideo en el año  2010 con actrices y bailarinas. En el año 2011 se reitera en Sala Zitarrosa
En mayo de 2011, la Sala Zitarrosa fue escenario de su espectáculo "Mujeres en mi voz", en el cual el artista reúne una amplia lista de poetas femeninas uruguayas que el mismo musicaliza e interpreta. Entre ellas cabe destacar a Juana de Ibarbourou, Amanda Berenguer, Circe Maia, Delmira Agustini y Marosa di Giorgio. Asimismo el espectáculo contó con la participación de la actriz y dramaturga uruguaya Raquel Diana, quien además de definir el orden del espectáculo, actúa y lee algunos textos. Espectáculo que comenzó en Teatro El Galpón en el año 2010 y continuó realizándose con diferentes formatos y en diferentes escenarios en Montevideo e interior- El espectáculo,es filmado por Televisión Nacional de Uruguay. https://www.facebook.com/mujeresenmivoz/
También en el año 2011 graba su CD en vivo en el espectáculo del mismo nombre, "Cantando a Saramago", en el que musicaliza y canta poemas de José Saramago- Apoyado por el Instituto Camöes- Actividad realizada en Centro Cultural de España de Montevideo- Presentado en Portugal en el año 2012
En el año 2013 presenta un trabajo unipersonal en la Sala Vaz Ferreira de Montevideo (Biblioteca Nacional) en el que musicaliza y canta poemas inéditos del poeta uruguayo Salvador Puig-
Poemas que hablan básicamente sobre el mar que habían sido entregados por el poeta a Stagnaro- Es por eso que se llamó "El mar de Salvador" - Fue editado por editorial Yagurú un DVD de este espectáculo con apoyo del MEC (Ministerio de Educación y Cultura)
Presenta en Portugal en el año 2015 el espectáculo Juana, Marosa y Delmira- En el que canta a las tres poetas uruguayas : Juana de Ibarbourou, Marosa di Giorgio y Delmira Agustini.
Ese mismo año presenta una selección de canciones folclóricas latinoamericanas en Viena (Austria)
2016 Graba con apoyo de Fonam este nuevo disco y presenta el espectáculo en la Sala Hugo Balzo del Auditorio Nacional- En el mismo año hace presentaciones del mismo en otros escenarios de Montevideo e interior-
2017- Conmemorándose los 80 años del bombardeo a Guernica realiza el espectáculo "Canto por Guernica" Sala Hugo Balzo del Auditorio Nacional, en el que incluye Canciones de la Guerra Civil Española-
Graba en los años 2016 y 2017 -No te acostumbrarás- Editado en 2018
2018- Presenta en  Sala Zitarrosa su nuevo espectáculo - Canciones de resistencia- En él realiza una selección de Canciones Partisanas, de la Guerra Civil Española,de la Revolución Mexicana, de la Revolución de los Claveles, de su CD "De telar y roca" y del CD. No te acostumbrarás- Junto al contrabajista Andrés Pigatto y la danza de Iara Aguilera.
2019- Nueva gira por Portugal realizada en el mes de marzo de ese año para la Semana Uruguay Portugal- Realiza siete espectáculos en diferentes ciudades lusitanas.
2022- Gira Por Portugal en los meses  octubre y noviembre del 2022 en el marco de los 100 años de José Saramago. Andrés Stagnaro canta poemas en español y en portugués que ha musicalizado del reconocido escritor.

### Con La Reina de la Teja
- Al hombre de mundo (Sondor 44337. 1984)
- ¡Alegría, compañeros! (Sondor 44400. 1985)

### Solista
- Bajo los plátanos (Sondor 84539. 1988)

- Luna del plata (Elo Iberia 1E/1UTOO. Portugal. 1999)

- La hiedra y el muro (independiente AS 3032-2. 2003 – 2004)

- De telar y roca (independiente AS 3161-2. 2004)

- Entre dos lunas (Sello independiente -Instituto Camôes- Montevideo 2009)

- Mujeres en mi voz (Sello Perro Andaluz- (Fonam) -Montevideo - 2011)

- Canciones de la Guerra Civil Española (Sello independiente - Montevideo - 2012)

- Cantando a Saramago (Sello independiente- Instituto Camôes - Montevideo - 2012)

- El mar de Salvador - DVD- (Yagurú - MEC-Montevideo - 2013)

- Juana,Marosa y Delmira (Sello independiente (Fonam) - Montevideo - 2016)

- No te acostumbrarás (Sello independiente - Montevideo - 2018)

- Onda corta  (Sello Ayuí-Tacuabé- Montevideo 2023)

### Colectivos
- Cantopueblo 5 (Sondor 70131. 1989)
- Uruguay y su música vol. IV (Sondor 4966-2. 1995)
- Ágape (editado por Jorge Arbeleche. 1997)